# Niederschönhausen

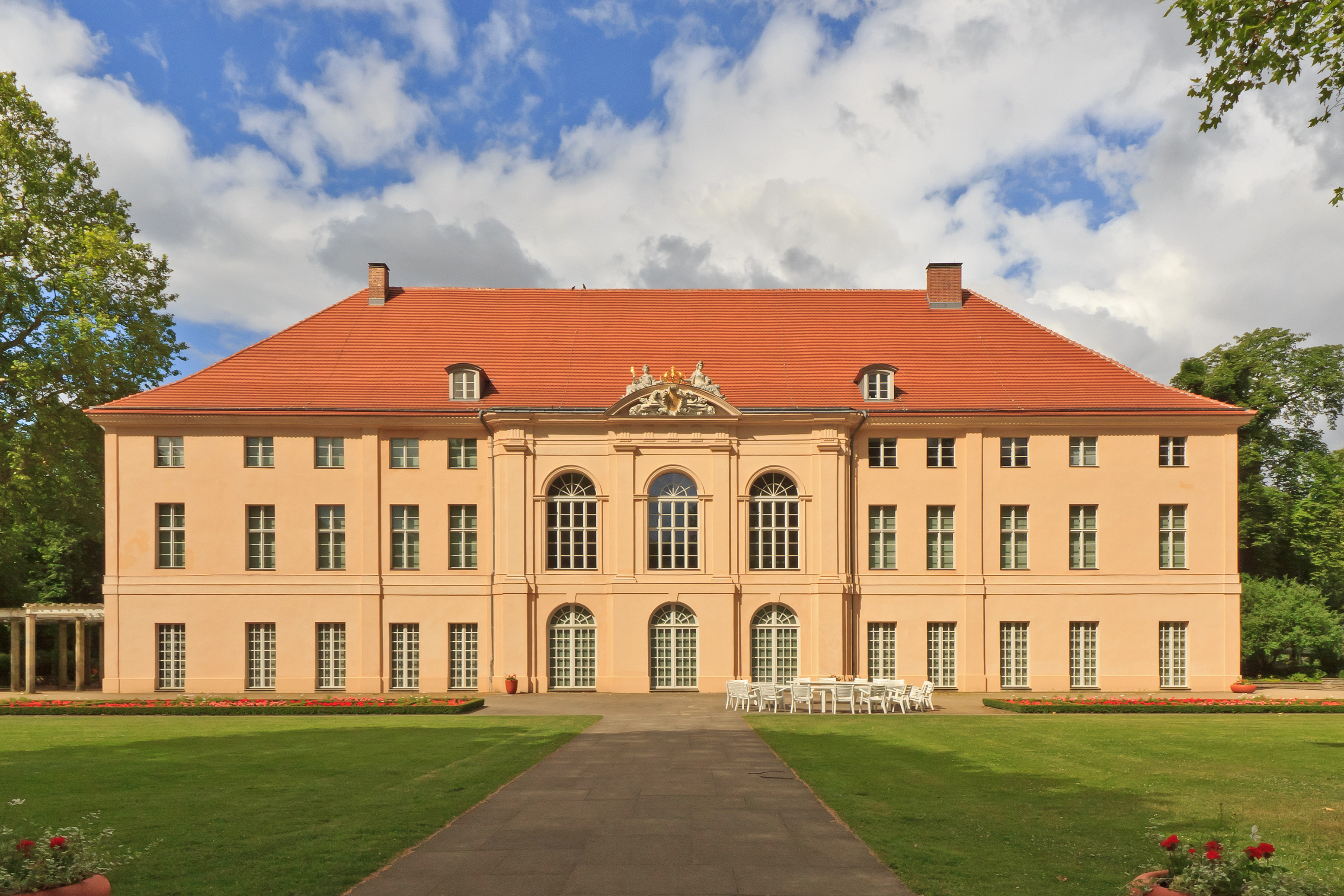
Schönhausens slott, 1949-1960 residens för Östtysklands president.

Niederschönhausen är en stadsdel (Ortsteil) i norra Berlin, tillhörande Pankows stadsdelsområde och belägen strax norr om den egentliga stadsdelen Pankow. Stadsdelen Ortsteil Berlin-Niederschönhausen hade år 2014 totalt 29 220 invånare. Niederschönhausen är känt för Schönhausens slott, som var säte för Östtysklands president fram till 1960, och det närliggande bostadsområdet vid Majakowskiring för den högsta politiska ledningen i Östtyskland på 1950-talet.

## Historia
Området var under tidig medeltid befolkat av västslaviska stammar, men inga arkeologiska spår har hittats av bebyggelse på platsen före 1200-talet. Byn Niederschönhausen grundades omkring 1230 av tyska bosättare i samband med Ostsiedlung-perioden. Bykyrkan uppfördes omkring 1250 och utgör idag de äldsta delarna av stadsdelens kyrka Friedenskirche. I skrift omnämns orten för första gången 1375 i kejsaren Karl IV:s landbok, som Schonenhusen inferior och Nydderen Schonhusen. 
Byn tillhörde många olika brandenburgska adelssläkter tills den 1691 förvärvades av kurfursten Fredrik III. Efter sitt trontillträde som kung Fredrik I av Preussen 1701 lät han bygga ut ortens slott till ett barockpalats, färdigställt 1704. Kung Fredrik II av Preussen skänkte 1740 slottet till sin fru, drottning Elisabet Kristina. Paret levde separerade från varandra och drottningen hade slottet som sitt huvudsakliga sommarresidens och änkesäte fram till sin död 1797.
Större delen av bebyggelsen i området uppstod som förortsvillabebyggelse till Berlin på 1910- och 1920-talen. År 1920 införlivades orten i Stor-Berlin.
Niederschönhausen var under 1950-talet centrum för den politiska eliten i Östtyskland som bodde omkring gatan Majakowskiring, och Schloss Schönhausen var 1949-1960 säte för DDR:s förste och ende president, Wilhelm Pieck. Efter Piecks död 1960 avskaffades presidentämbetet. Åren 1960-1964 var slottet temporärt säte för Östtysklands statsråd, innan det flyttade till en för ändamålet uppförd byggnad i Berlins centrum. Slottet användes därefter främst som officiell gästbostad vid statsbesök, och här bodde bland andra Muammar Gadaffi, Indira Gandhi, Fidel Castro, Kim Il Sung och Michail Gorbatjov. 1989 användes slottet som toppmöteslokal vid två plus fyra-förhandlingarna som ledde fram till Tysklands återförening 1990.

## Kommunikationer
Spårvägslinjen M1 förbinder stadsdelen med Berlins centrum.